# 桜木夕
桜木 夕（さくらぎ ゆう、4月6日 - ）は、日本の女性声優。東京都出身。アーツビジョン所属。

## 略歴
日本ナレーション演技研究所出身。
2018年6月よりマリン・エンタテインメントによって結成された声優ユニット「TeaRLove」にメンバーとして参加する。2022年のラストライブまで約4年半活動を行った。

## 人物
趣味にはクラシック・バレエとピアノ、特技には絶対音感と歌をそれぞれ挙げている。

## 出演
太字はメインキャラクター。

### テレビアニメ
2019年
- あんさんぶるスターズ!（歓客）

2020年
- Lapis Re:LiGHTs（ユエ）
- 無能なナナ（生徒）

2022年
- トモダチゲーム（生徒）

2023年
- お嬢と番犬くん（少年、川崎、女子生徒2、生徒）
- ウマ娘 プリティーダービー Season 3（ウマ娘B）

2024年
- 怪異と乙女と神隠し（担任、よるむんのファン）

### 劇場アニメ
- ANEMONE/交響詩篇エウレカセブン ハイエボリューション（2018年）
- 映画 妖怪学園Y 猫はHEROになれるか（2019年）

### ゲーム
- 放置少女〜百花繚乱の萌姫たち〜（2018年、前田慶次）
- パズルガールズ（2021年、ウラル、シルフ[5]）
- ラピスリライツ 〜この世界のアイドルは魔法が使える〜（2021年、ユエ[6]）
- ドラゴンクエストX（2023年、ジア・クトXX、制御装置のアナウンス）

### 吹き替え
- フェ〜レンザイ -神さまの日常-（2023年）

### ラジオ
※はインターネット配信。
- ぽにきゃんぜん部!（2017年 - 2018年、音泉※）[7]

### テレビ番組
※はインターネット配信。
- supernovaのミル・クッキング♡（2020年、YouTube※）

## ディスコグラフィ

### キャラクターソング
| 発売日         | 商品名                           | 歌                       | 楽曲                  | 備考                                                                |
| -------------- | -------------------------------- | ------------------------ | --------------------- | ------------------------------------------------------------------- |
| 2020年2月5日   | START the MAGIC HOUR             | supernova                | 「Trinity」 「RISE」  | ゲーム『ラピスリライツ 〜この世界のアイドルは魔法が使える〜』関連曲 |
| 2020年7月8日   | 私たちのSTARTRAIL/プラネタリウム | ラピスリライツ・スターズ | 「私たちのSTARTRAIL」 | テレビアニメ『Lapis Re:LiGHTs』オープニングテーマ                   |
| 2020年12月23日 | SKY FULL of MAGIC                | supernova                | 「アオノショウドウ」  | テレビアニメ『Lapis Re:LiGHTs』挿入歌                               |
| 2020年12月23日 | SKY FULL of MAGIC                | supernova                | 「Rainy Mint」        | ゲーム『ラピスリライツ 〜この世界のアイドルは魔法が使える〜』関連曲 |
| 2020年12月23日 | SKY FULL of MAGIC                | ラピスリライツ・スターズ | 「私の名は、光。」    | ゲーム『ラピスリライツ 〜この世界のアイドルは魔法が使える〜』関連曲 |
| 2022年10月26日 | Everlasting Magic                | supernova                | 「Vivid Cosmos」      | ゲーム『ラピスリライツ 〜この世界のアイドルは魔法が使える〜』関連曲 |

### その他参加楽曲
| 発売日   | 商品名               | 歌       | 楽曲                     | 備考               |
| 2019年   | 2019年               | 2019年   | 2019年                   | 2019年             |
| -------- | -------------------- | -------- | ------------------------ | ------------------ |
| 3月31日  | 瞬間シンクロニシティ | teaRLove | 「瞬間シンクロニシティ」 | 『teaRLove』関連曲 |
| 4月28日  | ソライロメロディ     | teaRLove | 「ソライロメロディ」     | 『teaRLove』関連曲 |
| 6月30日  | 恋するサマーラッシュ | teaRLove | 「恋するサマーラッシュ」 | 『teaRLove』関連曲 |
| 9月28日  | 勇気の翼             | teaRLove | 「勇気の翼」             | 『teaRLove』関連曲 |
| 12月15日 | 僕らの夢のその先へ   | teaRLove | 「僕らの夢のその先へ」   | 『teaRLove』関連曲 |
| 2020年   |                      |          |                          |                    |
| 2月22日  | NO IMITATION         | teaRLove | 「NO IMITATION」         | 『teaRLove』関連曲 |

### ユニットメンバー
1. 1 2 3  ユエ（桜木夕）、ミルフィーユ（奥紗瑛子）、フィオナ（伊藤はるか）
2. 1 2  ティアラ（安齋由香里）、ロゼッタ（久保田梨沙）、ラヴィ（向井莉生）、アシュレイ（佐伯伊織）、リネット（山本瑞稀）、アンジェリカ（雨宮夕夏）、ルキフェル（松田利冴）、ナデシコ（本泉莉奈）、ツバキ（鈴木亜理沙）、カエデ（大野柚布子）、ラトゥーラ（早瀬雪未）、シャンペ（広瀬世華）、メアリーベリー（赤尾ひかる）、エミリア（星乃葉月）、あるふぁ（嶺内ともみ）、サルサ（篠原侑）、ガーネット（中山瑶子）、ユエ（桜木夕）、ミルフィーユ（奥紗瑛子）、フィオナ（伊藤はるか）
3. 1 2  赤尾ひかる、桶谷菜穂、小野寺瑠奈、河野ひより、桜木夕、関根瞳、高橋菜々美、広瀬世華、福積沙耶、丸岡和佳奈